# Везденьки
Везде́ньки — село в Україні, у Чорноострівській селищній територіальній громаді Хмельницького району Хмельницької області. Розташоване на правому березі річки Бужок, лівої притоки Південного Бугу. Населення становить 285 осіб.
Під час німецько-радянської війни у селі було спалено близько 100 хат. Після звільнення Везденьок від німецьких військ відбудова житла відбувалася з активним використанням саману.

## Відомі особи
- Бородатий Василь Порфирійович (1927—2002) — доктор економічних наук, професор.
- Колесник Андрій Лук'янович (5 січня 1937) — Заслужений вчитель України, живе в м. Кропивницький.

## Галерея

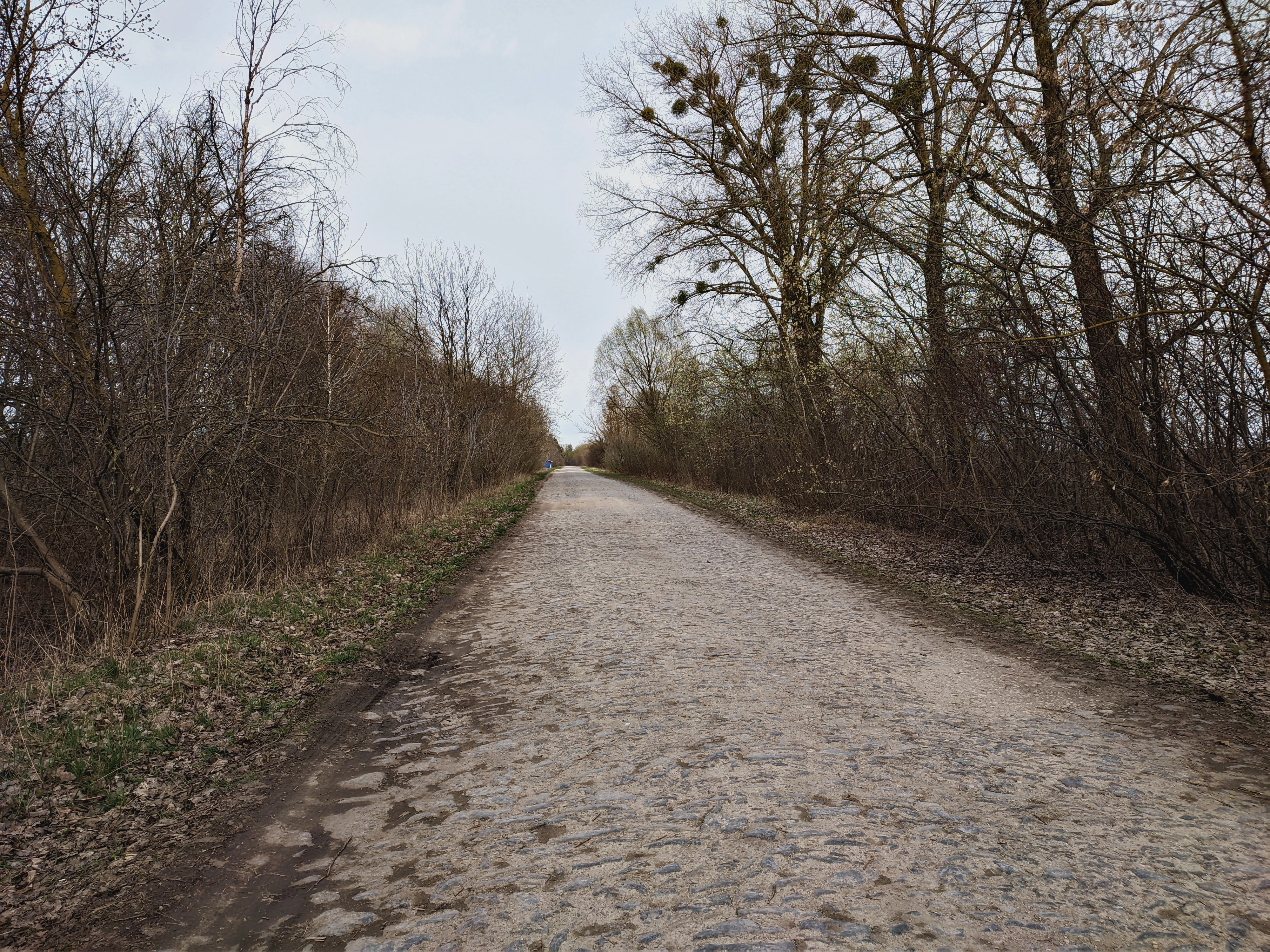
Брукована дорога в бік села
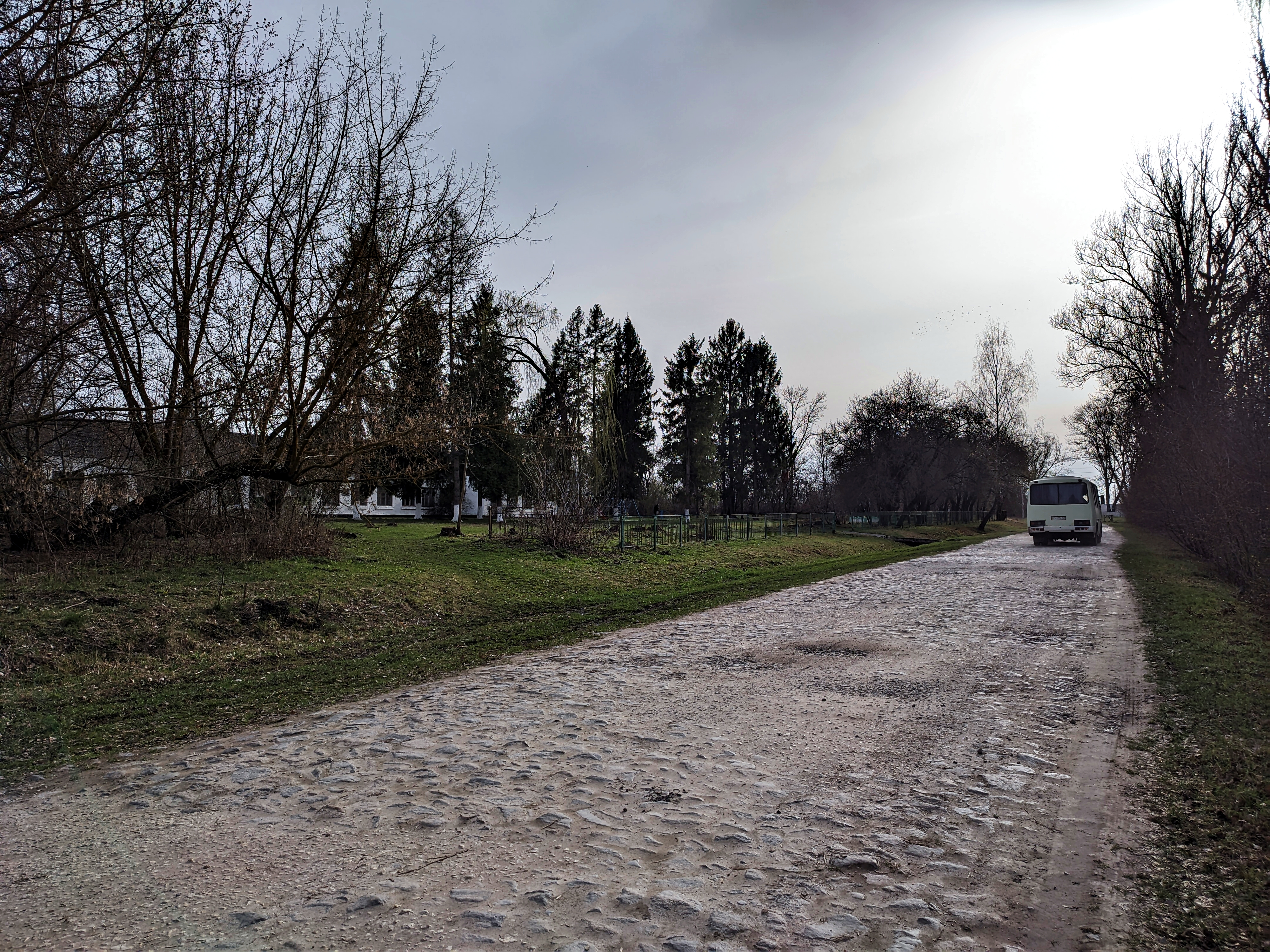
В центрі села
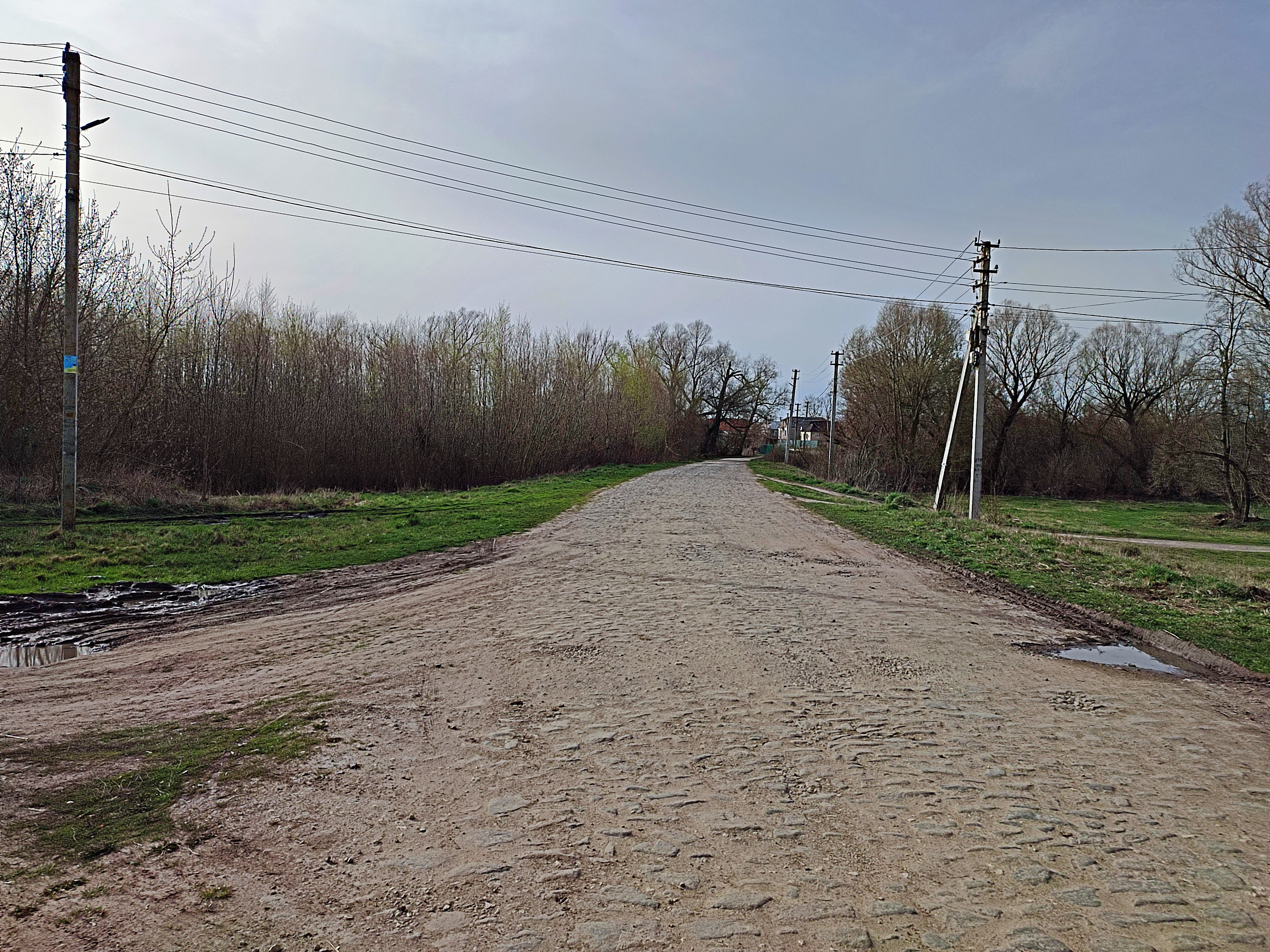
Вулиця Центральна
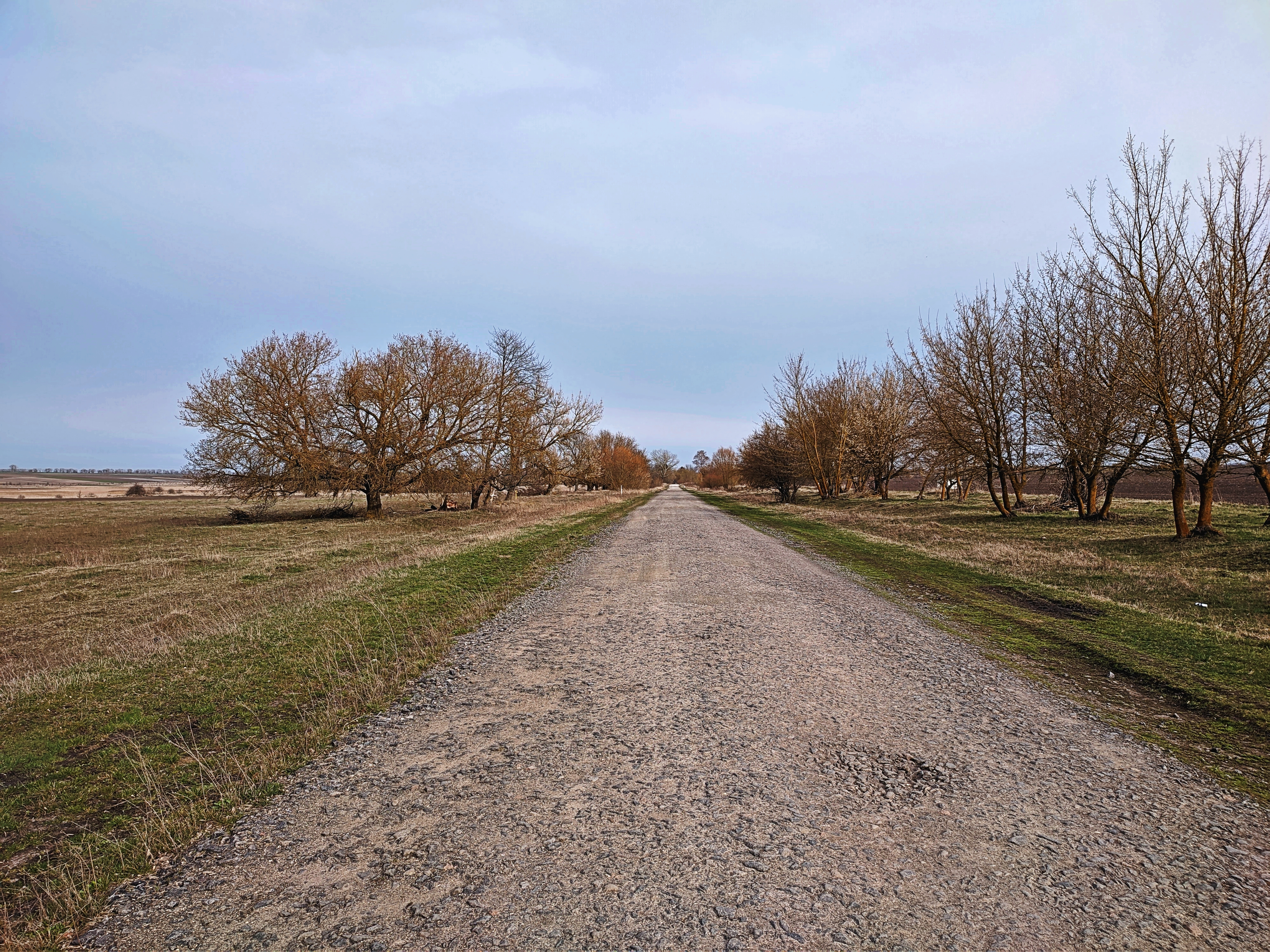
Дорога між Везденьками та Малими Орлинцями